# Слатина (област Ловеч)
Вижте пояснителната страница за други значения на Слатина.
Сла̀тина е село в Северна България. То се намира в община Ловеч, област Ловеч.

## География
Село Слатина е разположено в долината на река Осъм на 15 км северно от гр. Ловеч и 20 км южно от гр. Плевен по склоновете на два хълма и малка долина, на височина около 220 м над морското равнище.

## История
За произхода на името на с. Слатина има няколко предположения. Думата „слатина“ е славянска и означава извор, който тече бавно, ниско място където се стича вода. В землището около селото действително има малки бавно изтичащи се, а не бликащи извори. Името на Слатина се отъждествява и с глагола „сливам“ т.е. образувано от сливането на няколко махали – „СЛЯТИНО“. По време на османското владичество, турците обяснявали името на селото с турското „татладън“ /сладък, меден/ или „насладън“ /сладина/, тъй като тогава се отглеждали много кошери. Първото заселване е в местността „Селището“/Блатото/ на около 2 км североизточно от сегашното село. Това се вижда от римската попътна карта Табула Пеутенгириана, преиздадена през 1888 г. от Конрад Миллер – преподавател в Щутгарския университет. Условията били отлични за образуване на голямо село – изобилна вода, плодородна почва и централен римски път Ескус – Мелта. Близо до м. „Селището“ се намира м. „Калугерец“, където от археологически находки се установява, че е било селище от римски период. От петте тракийски надгробни могили около селото, може да се съди, че първи заселници по тези земи са били траките. Предполага се, че по време на османските завоевания е станало преселването на населението от селището и близките махали в местностите „Суватя“, „Новоселци“, „Смърдичец“ в сегашното селище, където населението е избягало от повинностите на турските кервани, минаващи по централния път. Това ново заселване вероятно е станало през XIV, XV век. Първият писмен източник за съществуването на с. Слатина датира от 1445 г. По това време селото е било феодална владение на Якуб Челеби.
Първата кооперация в България е създадена в с. Слатина от големия българин Бочо Илиев. На 07.06.2015 г., на тържествена церемония, придружена от празничен водосвет площада в центъра на селото вече носи името на Бочо Илиев.
Язовир „Мишковец“, Язовир „Блатото“, както и останалите три микроязовира, локализирани на баира над селото са в непосредствена близост до бившата военна база „Венеца“.
Църквата „Света Параскева“ е изградена в от дебърския майстор строител Станчо Марков. Над вратата има надпис „Майстор Станчо Марков Дебралиѧ“.

## Население
Численост и дял на етническите групи според преброяването на населението през 2011 г.:
|                     | Численост | Дял (в %) |
| Общо                | 778       | 100,00    |
| Българи             | 534       | 68,63     |
| Турци               | 19        | 2,44      |
| Цигани              | 0         | 0,00      |
| Други               | 0         | 0,00      |
| Не се самоопределят | 0         | 0,00      |
| Неотговорили        | 220       | 28,27     |

## Личности
- Ивайло Цонков, главен аситент по наказателнопроцесуални науки в Софийски университет
- Бочо Илиев, стопански деец
- Йонко Панов, генерал – лейтенант
- о.з.полк. Васил Кипиров-следовател в Окръжна следствена служба-Ловеч

## Други
- Всяка година на 7 ноември в селото се провежда традиционния събор.

Местният ФК „Кърпачев“ е участвал в първенството на Зона „Мизия“ (сегашната Северозападна Трета лига).